# جو ویلدسمیت
جو ویلدسمیت (انگلیسی: Joe Wildsmith؛ زادهٔ ۲۸ دسامبر ۱۹۹۵) بازیکن فوتبال اهل بریتانیا است.
از باشگاه‌هایی که در آن بازی کرده است می‌توان به باشگاه فوتبال شفیلد ونزدی، باشگاه فوتبال آلفرتون تاون، و باشگاه فوتبال بارنزلی اشاره کرد.
وی همچنین در تیم ملی فوتبال زیر ۲۰ سال انگلستان بازی کرده است.